# Maljaz Akishbaia
Maljaz Akishbaia (abjaso: Малхас Акшба - Maljas Akshba, Georgiano: მალხაზ აკიშბაია - Malkhaz Ak'ishbaia, más conocido por la transliteración inglesa como Malkhaz Akishbaia) nació el 6 de mayo de 1972 en Gudava, Distrito de Gali, que en ese tiempo era la RSS de Abjasia, parte integrante de la RSS de Georgia. Étnicamente abjaso,  en marzo de 2006 fue nombrado presidente de gobierno de la República Autónoma de Abjasia por parte de las autoridades de Georgia.
Finalizó sus estudios en la ciudad de Sujum en 1989, y se graduó en economía en la Universidad de Kiev en 1994. Entre 1996 y 1999 realizó el postgrado en Inglaterra en administración de empresas. Entre 1999 y 2001 trabajó en el Ministerio de Economía de Georgia, pasando en el 2004 al Ministerio de Defensa de Georgia, formando parte del Consejo Nacional de Seguridad de Georgia el mismo año.
Entre diciembre de 2004 y marzo de 2006, desempeñó el cargo de Ministro de Economía de la República Autónoma de Abjasia, ente subordinado a la autoridad de Tiflis, que lo reconoce como el gobierno legítimo de la región, en contraposición con el gobierno separatista de la República de Abjasia.
En marzo de 2006 fue nombrado Jefe de Gobierno de la República Autónoma de Abjasia, teniendo su capital en Chjalta, Alta Abjasia, hasta la finalización de la Batalla del valle Kodori entre el 9 y 12 de agosto de 2008, consecuencia directa de la Guerra de Osetia del Sur de 2008, en la que se convierte en Gobierno en el exilio.
En el informe del parlamento georgiano sobre las causas de la derrota, atribuye a Maljaz Akishbaia una actitud negligente, al no poder mantener la posesión del Valle Kodori (Alta Abjasia), siendo remitido a la fiscalía del estado por su posible responsabilidad criminal.